# ATV Arminia zu Tübingen
Die Akademische Turnverbindung Arminia zu Tübingen ist eine nichtschlagende Sportverbindung an der Eberhard Karls Universität in Tübingen. Sie bekennt sich zum schwarzen Prinzip und verzichtet damit auf das Tragen von Farben – führt diese aber. Sie wurde am 25. April 1887 gegründet und ist Mitglied im Akademischen Turnbund (ATB). Während der ATB ein gemischter Dachverband ist, also sowohl Männer, als auch Frauen, aufnimmt, ist die ATV Arminia zu Tübingen ein reiner Männerbund. Sie ist Teil des Stadtverbandes für Sport Tübingen. Aufgrund ihrer Gewinne beim Tübinger Stocherkahnrennen fand die Arminia auch überregionale Aufmerksamkeit.

## Stocherkahnrennen

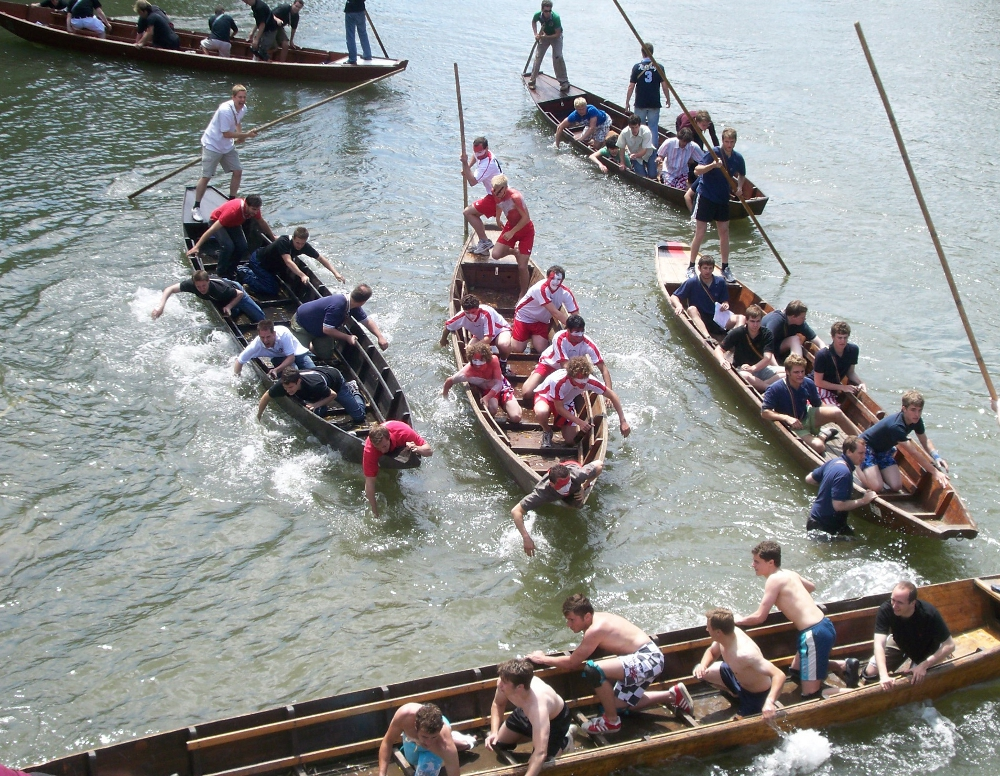
Arminen, rot-weiß kostümiert, während des Stocherkahnrennens 2009

Wie bei jeder Tübinger Korporation liegt auch ein Stocherkahn der ATV Arminia im Neckar vor Anker. Vom Hölderlinturm aus kann der Tübinger Neckar während der warmen Jahreszeiten von April bis Oktober befahren werden.
Auch an dem jährlich stattfindenden Tübinger Stocherkahnrennen, bei dem mittlerweile über 50 Kähne von Vereinen, Fachschaften, Wohnheimen und Korporationen mitfahren, nimmt die Arminia seit spätestens 1959 teil. Die Arminia gewann das Stocherkahnrennen in den Jahren 1959, 1961, 1966, 1968, 1969, 2017 und 2023. Das Stocherkahnrennen lockt regelmäßig mehrere tausend bis zu über 15.000 Zuschauer nach Tübingen.
In den Jahren 2017 und 2023 fand dieses Ereignis und damit auch die Arminia besondere mediale Aufmerksamkeit. So wurde in 2017 über den Gewinner des Stocherkahnrennens von der Stuttgarter Zeitung, dem Schwäbischen Tagblatt und im Reutlinger General-Anzeiger berichtet.
2023 berichtete die Süddeutschen Zeitung, das Schwäbische Tagblatt, die Stuttgarter Zeitung, das SWR, das RTF1, das Weinheimer Nachrichten und Odenwälder Zeitung (WNOZ) und die Stuttgarter Nachrichten über den Gewinner des Stocherkahnrennen, die ATV Arminia.

## Couleur und Wahlspruch
Die ATV Arminia zu Tübingen ist nicht farbentragend, sondern farbenführend („schwarzes Prinzip“). Das bedeutet, dass ein Mitglied seine Zugehörigkeit nicht durch das Tragen von Mütze und Band ausdrückt. Dem gegenüber führt ein Mitglied diese Farben am Zipfel. Damit soll ausgeschlossen werden, dass sich die Mitglieder von der allgemeinen Studentenschaft durch auffällig getragene Farben hervortun. Zudem tragen sämtliche ATB-Angehörige die ATB-Anstecknadel am Anzug. Diese ist, dem schwarzen Prinzip entsprechend, schwarz und sehr klein gehalten. Die Farben der Verbindung sind, von oben nach unten gelesen: hellrot – weiß – karminrot.
Das Wappen zeigt heraldisch rechts oben in weiß auf rot das Turnerkreuz, welches aus vier „F“s besteht, die für den Turner-Wahlspruch stehen: „frisch, fromm, fröhlich, frei“. Heraldisch links daneben befindet sich der Zirkel und das Gründungsjahr der Verbindung. Heraldisch rechts unten sind das württembergische Wappen und heraldisch links daneben die Farben der ATV Arminia zu Tübingen zu erkennen. Ihr Wahlspruch lautet: Furchtlos und treu!

## Geschichte

Chargenfoto im Vollwichs aus den Gründerzeiten

### Gründungszeit
Am 25. April 1887 wurde der Akademischer Turnverein Tübingen (kurz: ATV Tübingen) durch sieben Burschen der ATV Gothania Jena, Germania München und der ATV zu Berlin mit Hilfe der Tübinger Turngemeinde gegründet. So fanden sich bereits ein Jahr später schon 36 Aktive im ATV. Bereits am 2. August 1887 trat er am ATB-Tag in Jena dem ATB bei. Als Korporation in Tübingen wurden eigene Waffen (Säbel), Wichs, der Deutsche Biercomment, ein Trinkzwang und die unbedingte Satisfaktion eingeführt.
Am 23. Januar 1892 wurde der Namen zu ATV Arminia Tübingen erweitert und ein Altherrenverband gegründet. Beim Ruhesteintreffen der südlichen ATB-Korporationen am 17. Januar 1894 wurde das Fechten zur Pflicht gemacht und Waffen angeschafft. Hintergrund dazu war 1895 der Wunsch, sich in der Verbindungsszene etablieren zu wollen.

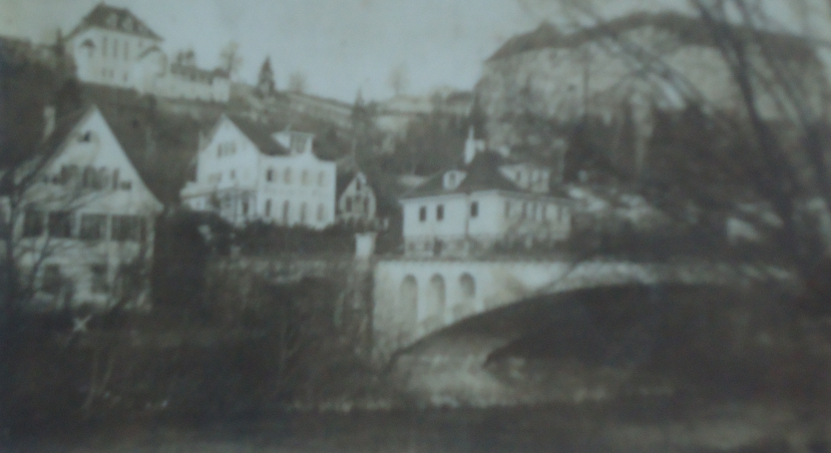
Lage des 1. Arminenhauses am Neckar (vorne links im Bild)

Am 19. Juni 1911 fand eine erneute Namensänderungen zu Akademische Turnverbindung Arminia zu Tübingen statt. Die ATV genoss den Ruf der besten Turner unter den Korporationen und verwaltete die Kasse des Ausschusses Tübinger Korporationen. Aber auch für ihre erfolgreichen Säbelpartien kannte man die Arminia im Wintersemester 1912/13. 1912 wurde der Biercomment dem Sport angepasst: „Trinkzwang entfällt für diejenigen, die am nächsten Tag einen Wettkampf bestreiten.“ Als zusätzliche Sportarten werden Leichtathletik und Ballspiele eingeführt.

### Der Erste und der Zweite Weltkrieg
Im Ersten Weltkrieg hatte Arminia viele Verluste zu beklagen. Der Verbindungsbetrieb wurde mit verletzten Heimkehrern wieder aufgenommen. Durch eine großzügige Spende eines Alten Herren wurde die Arminia vor dem Konkurs gerettet. Dennoch ging das Verbindungshaus verloren – die genauen Hintergründe dazu sind nicht mehr bekannt.
1933 musste das Conventsprinzip unter Zwang dem Führerprinzip weichen. Korporationen hatten von nun an generell einen schweren Stand, wodurch auch die Aktivenzahl der Arminia rapide sank.
1935 versuchten wenige Verbleibende, die Arminia zu erhalten, aber es folgte eine Zwangsverschmelzung mit den Verbindungen Luginsland und Lichtenstein zur Kameradschaft York und damit eine Zwangseingliederung in den Nationalsozialistischen deutschen Studentenbund (NSDStB), was die Auflösung der ATV Arminia zu Tübingen bedeutete. Couleurgegenstände und das Arminenhaus gingen in Besitz der Nationalsozialisten.

Turn-Ehrenurkunde vom IV. ATB-Fest für die ATV in ihren Anfangsjahren

### Nachkriegszeit
Wie jeder in Deutschland bekam auch die Arminia das volle Ausmaß der Zerstörung und die vielen Opfer des Zweiten Weltkrieges zu spüren. Ein Freund der Arminia, selbst kein Armine, versteckte den ganzen Krieg über einige wenige Couleurgegenstände, die nach dem Krieg wieder der Arminia zur Verfügung gestellt wurden. 1948 fand ein erstes Treffen von verbliebenen Arminen auf der Rosenau statt.
Am 24. Mai 1953 wurde der Altherrenverband der Arminia auf dem ATB-Tag in Minden wiedergegründet. Am 1. Mai 1954 erfolgte die Wiedergründung der Aktivitas mit der Unterstützung der bereits länger wiedergegründeten ATV Albertia Göttingen. Im Zuge des Neuaufbaus wurde auf das Fechten, Trinkzwang und auf Kneipen verzichtet. 1955 kehrte die Arminia endgültig in den ATB zurück.
Außerdem stellten sie 1957 den Vorort im ATB, welcher zu diesem Zeitpunkt wieder aus 29 Korporationen bestand. In diesem Jahr fand das XII. ATB-Fest mit 3000 Besuchern in Reutlingen statt. 1959 wurde ein eigener, an die Sportlichkeit der Verbindung angepasster, Biercomment eingeführt und sich damit vom „Allgemeinen deutschen Biercomment“ losgelöst.
In den 1960er Jahren hatte die Verbindung sich von den Auswirkungen des Zweiten Weltkriegs erholt und erfuhr dies auch in Form von zahlreichen sportlichen Erfolgen. Auch beim Tübinger Stocherkahnrennen war sie erfolgreich. Im Wintersemester 1966/67 wurde der heutige Stocherkahn, die Bierschwemme, eingeweiht.

### 1970 bis 2000
Der studentischen 68er-Bewegung entsprechend, erfolgten mehrere Satzungsreformen (Betitelungen, Rechte und Pflichten wurden „angepasst“). Die Damenfrage beschäftigte die Aktivitas. Man trennte sich von Chargenwichs, Schärpen, Leibverhältnissen und Kneipen (diese finden nur noch vereinzelt statt).
Zu Beginn der 1980er Jahre erreichte die Aktivitas einen zahlenmäßigen Tiefpunkt. 1988 wurde angezogen: Fuxenstunden (damals: Tutorstunden), Leibverhältnisse und vereinzelte Pflichtveranstaltungen wurden (wieder-)eingeführt.
1996 waren die Arminen erneut im Vorort des ATBs vertreten. Nach dem erneuten Aufkommens der Damenfrage, nachdem es mittlerweile jeder Korporation im ATB erlaubt war, Frauen aufzunehmen, und dem Versuch, diese in die Arminia zu integrieren, setzte sich das Prinzip des Männerbundes durch und die Damenfrage kam zum Erliegen. Kneipen fanden wieder häufiger statt (u. a. auch Kreuzkneipen mit Tübinger und ATB-angehörigen Verbindungen). Vom früheren Chargenwichs wurden von jetzt ab nur noch die Schärpen zu hochoffiziellen Anlässen von den Chargen getragen.

### 2000 bis heute
2004 wurde eine regelmäßige Arminenparty für die Tübinger Studentenwelt eingeführt. 2007 kam es zur Rückkehr zu den traditionellen Betitelungen (Tutor = Fuxmajor, Aktiver= Bursche, Mitgliedsversammlung = Convent,...). Die Einführung einer Fuxenprüfung auf großen Wunsch der Aktivitas und die Verankerung des Deutschen Sportabzeichens in der Satzung (als Leistung der Burschen) erfolgte 2010.
2017 feierte die Arminia ihr 130. Stiftungsfest.
Heute werden wieder studentische Traditionen wie z. B. die Kneipen (bis zu drei im Semester) und regelmäßige Convente gepflegt. Wie im ATB üblich, vergibt die ATV Arminia zu Tübingen Biernamen an ihre Füxe. Mit der Annahme des Biernamens wird der Fux vollständig aufgenommen und zum Burschen. Historischer Hintergrund dieser Namensgebung ist das Überwinden bzw. Ausblenden von gesellschaftlichen Schichtungen und Privilegien und die Ebenbürtigkeit aller Mitglieder. Es gilt wie im ATB üblich der Duz-Comment, was bedeutet, dass jeder geduzt wird.

## Korporationshaus

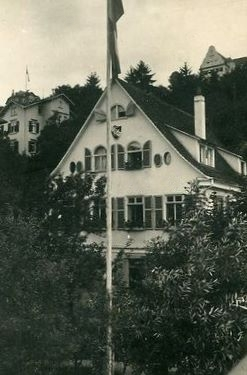
1. Arminenhaus in der Neckarhalde 35 (ab 1902)

Das erste Haus in der Neckarhalde 35 wurde im Wintersemester 1902/03 bezogen. Im Ersten Weltkrieg ging das Verbindungshaus verloren – die genauen Hintergründe dazu sind nicht mehr bekannt. Im Sommersemester 1927 wurde das zweite Haus, diesmal auf dem Österberg, bezogen (nahe der heutigen Österbergwiese). 1935 gingen Couleurgegenstände und das Arminenhaus in Besitz der Nationalsozialisten. Es überstand den Zweiten Weltkrieg auf dem Österberg jedoch nicht. 1954 wurde mit dem Erwerb einer Baracke in der Lustnauer Allee für den Anfang wieder ein Haus bezogen.

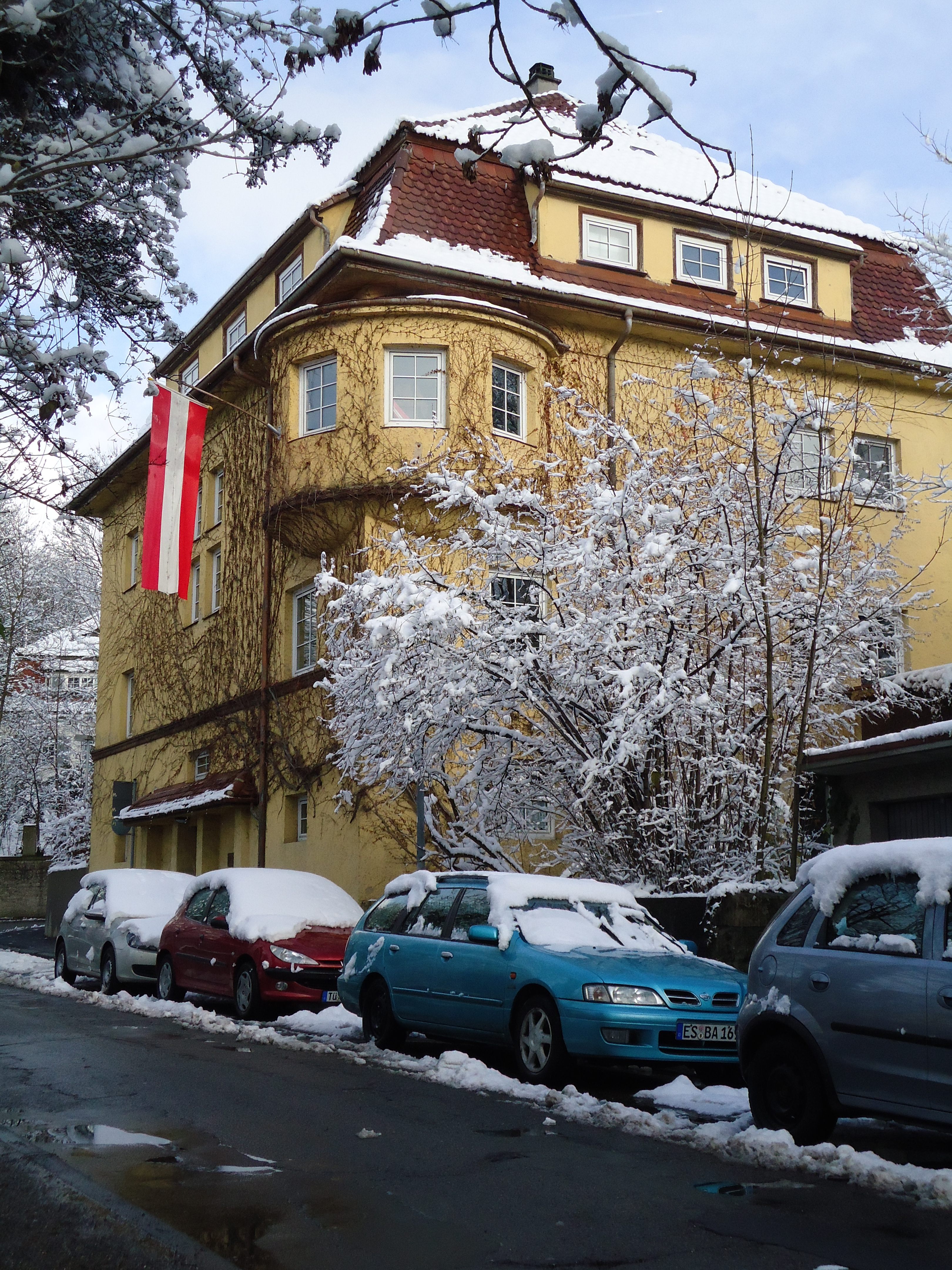
Das Arminenhaus 2010

Heute (Stand:2024) besitzt die ATV Arminia zu Tübingen wie die meisten Tübinger Verbindungen wieder ein Korporationshaus. Es liegt auf dem Österberg in Tübingen, wurde 1957 gekauft, bezogen und ist ihr drittes Haus, wenn man von der Baracke absieht. Es wurde 1910/11 von Gustav Stähle (Architekt, 20. Jahrhundert) als Wohnhaus erbaut. In den 2000er Jahren fanden mehrere, aufeinanderfolgende und groß angelegte Renovierungen durch die Aktivitas im Verbindungshaus statt.

## Prinzipien
Die ATV Arminia zu Tübingen politisch, religiös und ethnisch ungebunden. Sie folgt fünf Prinzipien:
- Sportprinzip: Diese Komponente kam mit der studentischen Turnbewegung unter Turnvater Jahn auf. Damals noch als „Leibesübungen“ betitelt, erfüllen sie auch heute noch ihren Zweck: Sport fördert und prägt eine Gemeinschaft und auch den Charakter bzw. die Persönlichkeit des Einzelnen (Wahlspruch des ATBs „mens sana in corpore sano“, lt.: „Ein gesunder Geist in einem Gesunden Körper“).

- Akademisches Prinzip: Eine Studentenverbindung besteht, wie es der Name verrät, aus Studenten, die das Studium als ständige Aufgabe vor sich haben. Die Herausforderung ist der eigene Anspruch der Mitglieder der ATV Arminia zu Tübingen an sich selbst, das Beste aus dem Studium herauszuholen. In der Gemeinschaft finden sie dazu Rückhalt und Unterstützung.

- Lebensbundprinzip: Das Verbindungsleben prägt und fördert menschliche und sittliche Beziehungen durch Veranstaltungen, Umgang mit Ehemaligen und dem Zusammenleben in einem Verbindungshaus. Im Verbindungsleben anfallende Aufgaben und organisatorische Herausforderungen bereiten zudem auf das Arbeitsleben nach dem Studium vor und fördern die Soziale Kompetenz. Langfristiges Ziel sind lebenslange Freundschaften, die über das Studium hinaus Bestand haben.
- Schwarzes Prinzip: Die ATV Arminia trägt keine Farben (etwa in Form von Bändern oder Mützen), führt aber welche (etwa in der Fahne oder auf Zipfeln). Ebenso schlägt sie keine Mensuren.
- Conventsprinzip: Alle Angelegenheiten der Verbindung werden basisdemokratisch im Convent besprochen.

Sportprinzip
Während bei anderen Studentenverbindungen das Fechten, auch Pauken genannt, das verbindende Element darstellt, ist das bei den ATB-Verbindungen der Sport. Er steht in jeglicher Form gleich nach dem Studium im Mittelpunkt. Die Aktiven sind jedes Jahr in ganz Deutschland unterwegs, um dort an Sportturnieren teilzunehmen. Bei der Arminia zeigt sich das vor allem bei den wöchentlich stattfindenden Sportterminen. Des Weiteren betreiben die aktiven Studenten normalerweise noch individuell weitere Sportarten. So finden sich neben Fußballer auch Handballer, Volleyballer, Schwimmer, Läufer, Turner und viele weitere Sportler zusammen. Unterstrichen wird die sportliche Ausrichtung im ATB durch diverse Turnierangebote innerhalb des Dachverbands. Die Arminia nimmt dabei vor allem regelmäßig an folgenden Turnieren teil:
- Volleyball-Turnier (ASV Barbara Clausthal)
- Fußball-Turnier (ATV Ditmarsia Kiel)
- Fußball-Turnier (ATV Marburg)
- Basketball-Turnier (ATV Westmark zu Münster)
- Beachvolleyball-Turnier (ATV Saxo-Silesia Breslau zu Aachen)

Zudem findet alle 3 Jahre das ATB-Fest in unterschiedlichen Austragungsorten statt. Dabei finden sich alle ATB-Verbindung an einem Wochenende zusammen um sich in allen im ATB ausgeübten Sportarten zu messen.

## Bekannte Mitglieder
- Hans-Jürgen Ahrens (* 1945), Rechtswissenschaftler, Hochschullehrer
- Heinrich Daniels (1869–1938), Jurist und Ministerialbeamter
- Armin Dittmann (* 1945), Rechtswissenschaftler, Hochschullehrer
- Manfred Erhardt (* 1939), Berliner Senator für Wissenschaft und Forschung (1991–1996)
- Peter Frisch (1935–2018), Präsident des Bundesamts für Verfassungsschutz (1996–2000)
- Dietrich Kurz (1942–2023), Sportpädagoge
- Walter Geisler (1891–1945), Geograph und Raumplaner
- Horst Glück (1940–2004), Mitglied des Landtags von Baden-Württemberg (1996–2004)
- Wilhelm Sölter (1901–unbekannt), Landrat in Trautenau (1939–1945)
- Karl Voretzsch (1867–1943), Romanist